# Lisboa Belém Open 2019
Il Lisboa Belém Open 2019 è stato un torneo maschile tennis professionistico. È stata la 3ª edizione del torneo, facente parte della categoria Challenger 80 nell'ambito dell'ATP Challenger Tour 2019, con un montepremi di 44 820€. Si è svolto dal 13 al maggio 2019 sui campi in terra rossa del Club Internacional de Foot-ball di Lisbona, in Portogallo.

## Partecipanti

### Teste di serie
| Nazionalità | Giocatore               | Testa di serie |
| ----------- | ----------------------- | -------------- |
| Francia     | Adrian Mannarino        | 1              |
| Spagna      | Roberto Carballés Baena | 2              |
| Argentina   | Guido Andreozzi         | 3              |
| Australia   | Alexei Popyrin          | 5              |
| Stati Uniti | Bjorn Fratangelo        | 6              |
| Spagna      | Pedro Martinez          | 7              |
| Australia   | James Duckworth         | 8              |
| Stati Uniti | Marcos Giron            | 9              |
| Argentina   | Facundo Bagnis          | 10             |
| Italia      | Lorenzo Giustino        | 11             |
| Italia      | Alessandro Giannessi    | 12             |
| Stati Uniti | Mitchell Krueger        | 13             |
| Spagna      | Enrique Lopez-Perez     | 14             |
| Portogallo  | Joao Dominigues         | 15             |
| Australia   | Marc Polmans            | 16             |

### Altri partecipanti
I seguenti giocatori hanno ricevuto una wild card per il tabellone principale:
- Frederico Ferreira Silva
- Tiago Cacao
- Gastao Elias

I seguenti giocatori sono passati dalle qualificazioni:
- Nicola Kuhn
- Steven Diez

Il seguente giocatore ha ricevuto l'ingresso come Lucky Loser:
- Luis Faria

## Campioni

### Singolare
Roberto Carballés Baena ha sconfitto in finale  Facundo Bagnis con il punteggio di 2–6, 7–6(5), 6–1.

### Doppio
Philipp Oswald /  Filip Polášek hanno sconfitto in finale  Guido Andreozzi /  Guillermo Durán con il punteggio di 7–5, 6–2.